# Volta al País Basc 1980
La Volta al País Basc 1980 fou la 20a edició de la Volta al País Basc. La cursa es disputà en cinc etapes, una d'elles dividides en dos sectors, un d'ells contrarellotge individual, entre el 7 i l'11 d'abril de 1980 i un total de 907,2 km.
El vencedor final fou Alberto Fernández (Teka), que s'imposà per 47" a Miguel Mari Lasa (Fosforera-Vereco). Marino Lejarreta completà el podi. Fernández també guanyà la muntanya i Lasa els punts. Bruno Leali guanyà les metes volants i el Teka fou el millor equip.

## Equips participants
Deu van ser els equips que van prendre la sortida, els espanyols: Teka, Kelme, Flavia, Fosforera-Vereco, Reynolds i Manzaneque, Henninger-Aquila Rossa i Colchón CR i els estrangers Inoxpran i Ijsboerke, per completar un gran grup de 80 corredors.

## Etapes
| Etapa | Data       | Recorregut          |                         | Km   | Vencedor de l'Etapa       | Líder de la general     | Ref.  |
| ----- | ---------- | ------------------- | ----------------------- | ---- | ------------------------- | ----------------------- | ----- |
| 1a    | 7 d'abril  | Urretxu - Logronyo  | Etapa plana             | 188  | Ronny Claes (BEL)         | Ronny Claes (BEL)       | [ 4 ] |
| 2ª    | 8 d'abril  | Logronyo - Elizondo | Etapa plana             | 222  | Jesús Suárez Cuevas (ESP) | Miguel Mari Lasa (ESP)  | [ 4 ] |
| 3ª    | 9 d'abril  | Elizondo - Zizurkil | Etapa de muntanya       | 183  | Manuel Esparza (CAT)      | Miguel Mari Lasa (ESP)  | [ 5 ] |
| 4ª    | 10 d'abril | Zizurkil - Zornotza | Etapa de mitja muntanya | 177  | Felipe Yáñez (ESP)        | Miguel Mari Lasa (ESP)  | [ 6 ] |
| 5ª A  | 11 d'abril | Zornotza - Azkoitia | Etapa accidentada       | 127  | Bruno Leali (ITA)         | Miguel Mari Lasa (ESP)  | [ 7 ] |
| 5ª B  | 11 d'abril | Azkoitia - Elosua   | cronoescalada           | 10,2 | Alberto Fernández (ESP)   | Alberto Fernández (ESP) | [ 7 ] |

## Classificació general
|     | Ciclista                | Equip            | Temps       |
| --- | ----------------------- | ---------------- | ----------- |
| 1.  | Alberto Fernández (ESP) | Teka             | 24h 57' 56" |
| 2.  | Miguel Mari Lasa (ESP)  | Fosforera-Vereco | + 47"       |
| 3.  | Marino Lejarreta (ESP)  | Teka             | + 1' 32"    |
| 4.  | Faustino Ruperez (ESP)  | Fosforera-Vereco | + 1' 36"    |
| 5.  | José Luis Laguia (CAT)  | Reynolds         | + 1' 41"    |
| 6.  | Pere Vilardebó (CAT)    | Flavia           | + 1' 50"    |
| 7.  | Jorgen Marcussen (DEN)  | Inoxpran         | + 2' 40"    |
| 8.  | José Nazabal (ESP)      | Teka             | + 4' 00"    |
| 9.  | Julián Andiano (ESP)    | Fosforera-Vereco | + 6' 36"    |
| 10. | José Luis Mayoz (ESP)   | Teka             | + 7' 54"    |